# Todd Kelly (sciatore)
Todd Kelly (29 novembre 1969) è un ex sciatore alpino statunitense.

## Biografia
Specialista delle prove veloci originario di Squaw Valley, Kelly ottenne due piazzamenti in Coppa del Mondo: 25º nel supergigante di Val-d'Isère del 5 dicembre 1992 e 80º nella discesa libera di Garmisch-Partenkirchen del 10 gennaio 1993. Non prese parte a rassegne olimpiche o iridate.

## Palmarès

### Coppa del Mondo
- Miglior piazzamento in classifica generale: 140º nel 1993

### Nor-Am Cup
- Vincitore della classifica di supergigante nel 1991[senza fonte]

### Campionati statunitensi
- 1 medaglia (dati parziali):
  - 1 argento (supergigante[1] nel 1991)